# 潘家玮
潘家玮（1958年12月—），浙江诸暨人，中共党员，研究员。曾任中共浙江省委副秘书长，中共浙江省委办公厅主任。2017年4月至2022年1月任杭州市政协主席。他是第十二届中共浙江省委委员和第十三届全国政协委员。